# Autoritratto come santa Caterina d'Alessandria
L'Autoritratto come santa Caterina d'Alessandria è un dipinto realizzato da Artemisia Gentileschi tra il 1615 ed il 1617 che raffigura l'artista con le sembianze di Caterina d'Alessandria. Attualmente l'opera è esposta alla National Gallery di Londra, che l'ha acquistata nel 2018 per 3,6 milioni di sterline, di cui £2,7 ottenuti dalle donazioni dell'American Friends group.

## Storia
Fu dipinta nel soggiorno fiorentino dell'artista e presenta notevoli somiglianze con la sua Santa Caterina d'Alessandria, portata a termine nel 1619 e conservata presso la Galleria degli Uffizi. L'autoritratto è soltanto una delle diverse tele di Gentileschi che hanno come protagoniste donne martiri; la scelta di tali soggetti si accentuò dopo il 1612, in seguito al processo ad Agostino Tassi per lo stupro ad Artemisia: nel corso dello stesso, infatti, la donna fu torturata per mettere alla prova la veridicità della sua testimonianza (mentre ciò non accadde per l'accusato).
Il committente dell'opera è sconosciuto, e nulla è documentato in merito alla sua ubicazione sino ai primi anni Quaranta, quando il dipinto fu lasciato in eredità da Charles Marie Boudeville a suo figlio. La tela rimase nella collezione privata dei Boudeville finché non fu venduta dall'Hôtel Drouot di Parigi il 19 dicembre 2017 per €2,4 milioni. Il prezzo battuto di €1,9 milioni fu ben al di sopra delle originali stime che oscillavano tra i €300.000 ed i €400.000.
L'opera fu quindi acquistata dai rivenditori della galleria d'arte Robilant+Voena, con base a Londra; con questa acquisizione si superò il record di prezzo mai pagato per una opera di Artemisia Gentileschi (precedentemente appartenente alla sua Maria Maddalena in estasi). Nel luglio del 2018, la National Gallery di Londra ha annunciato di aver aggiunto alla sua collezione l'opera, pagandola £3,6 milioni. Si tratta del primo dipinto realizzato da una donna ad essere acquistato dalla National Gallery dopo svariati anni (l'ultima acquisizione risaliva al 1991 quando alla galleria furono donati cinque dipinti di Paula Rego). Una volta acquistato, il museo si è occupato anche del restauro della tela.

## Descrizione
La donna è rappresentata in posa a tre quarti mentre la mano si posa su una ruota dentata rotta che, stando alla tradizione, fu lo strumento di tortura al quale Santa Caterina fu sottoposta, prima di essere decapitata (si scelse di ucciderla in tal modo in seguito ad un miracoloso fulmine che spaccò a metà la ruota). La palma che tiene nell'altra mano è anch'essa simbolo del martirio, mentre la corona che indossa al di sotto del velo suggerisce il suo status regale, sebbene sia l'una che l'altra - così come l'aureola - si crede siano state aggiunta in seguito. Studi sulle altre opere realizzate da Gentileschi nello stesso periodo dimostrano che quest'opera era stata originariamente concepita come semplice autoritratto e solo in un secondo momento modificata per raffigurare la santa.

## Altri autoritratti di Artemisia Gentileschi

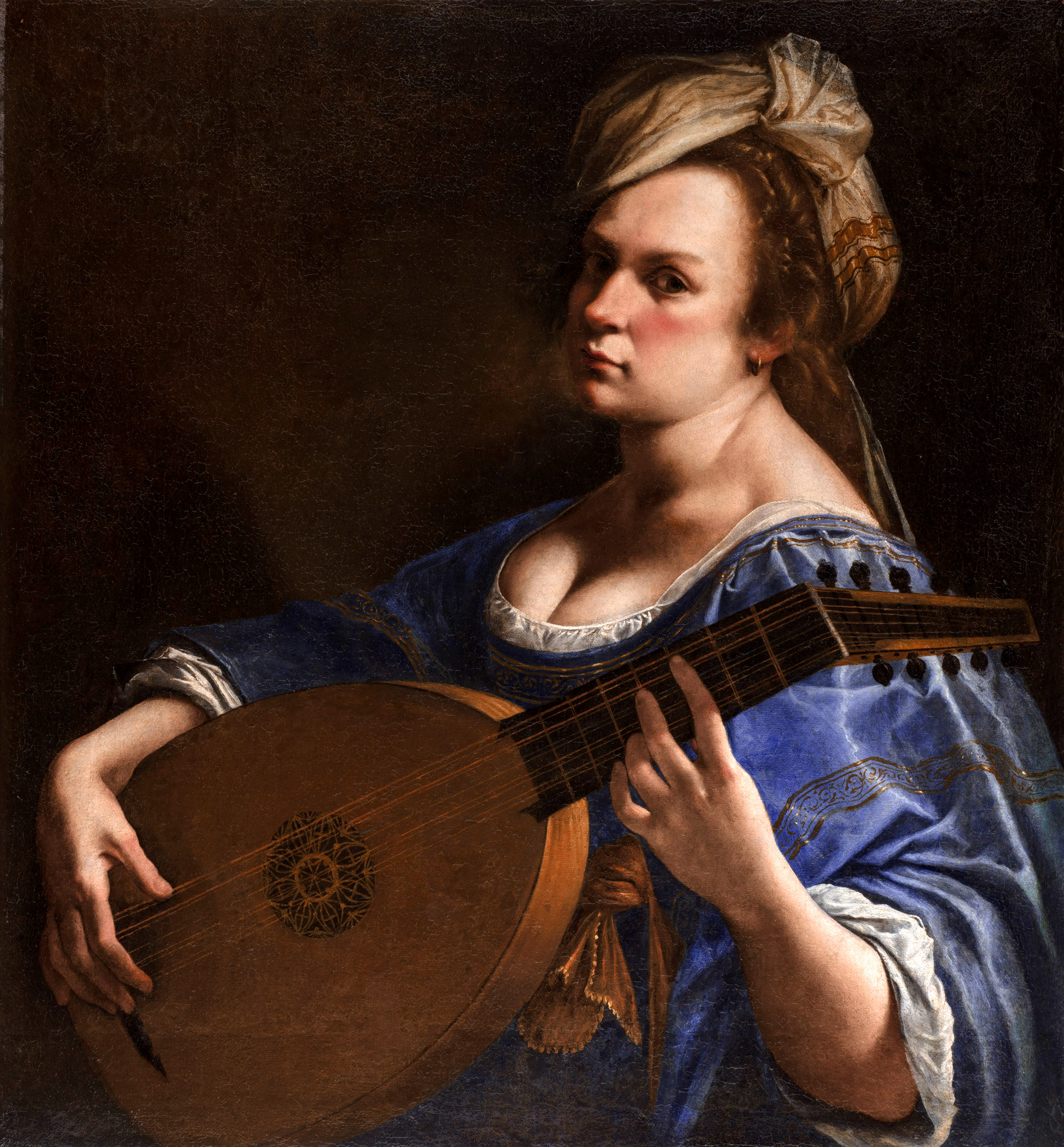
Autoritratto come suonatrice di liuto
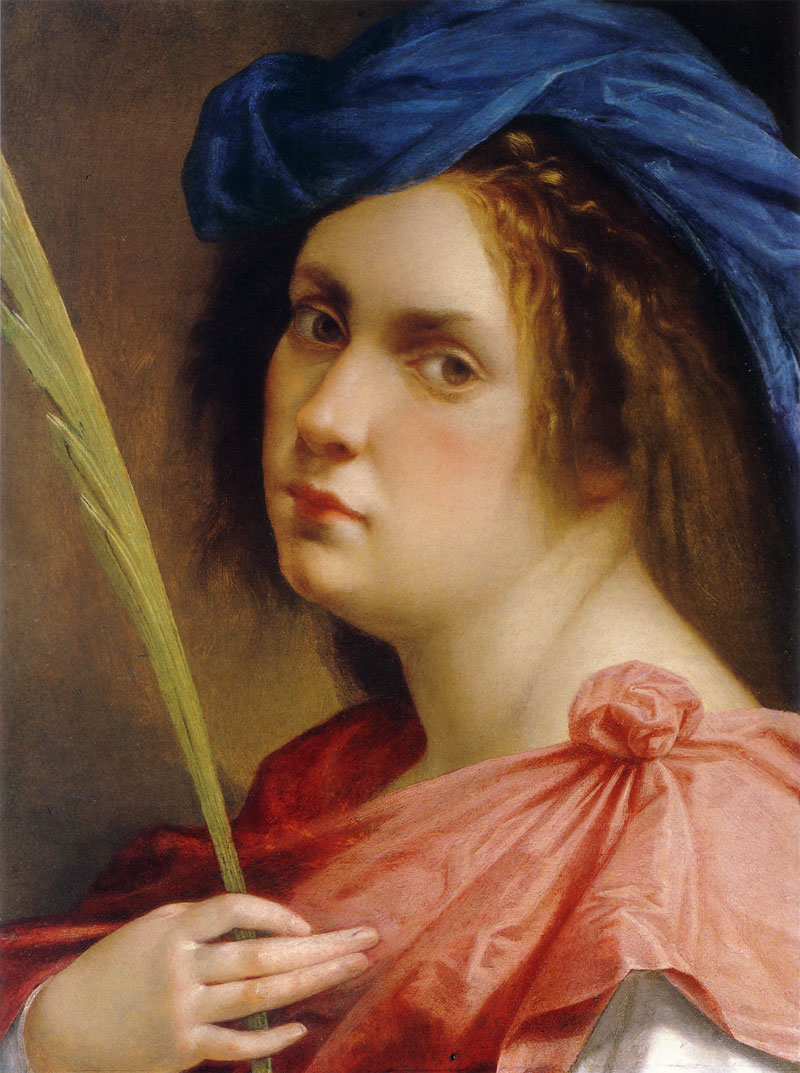
Autoritratto come martire
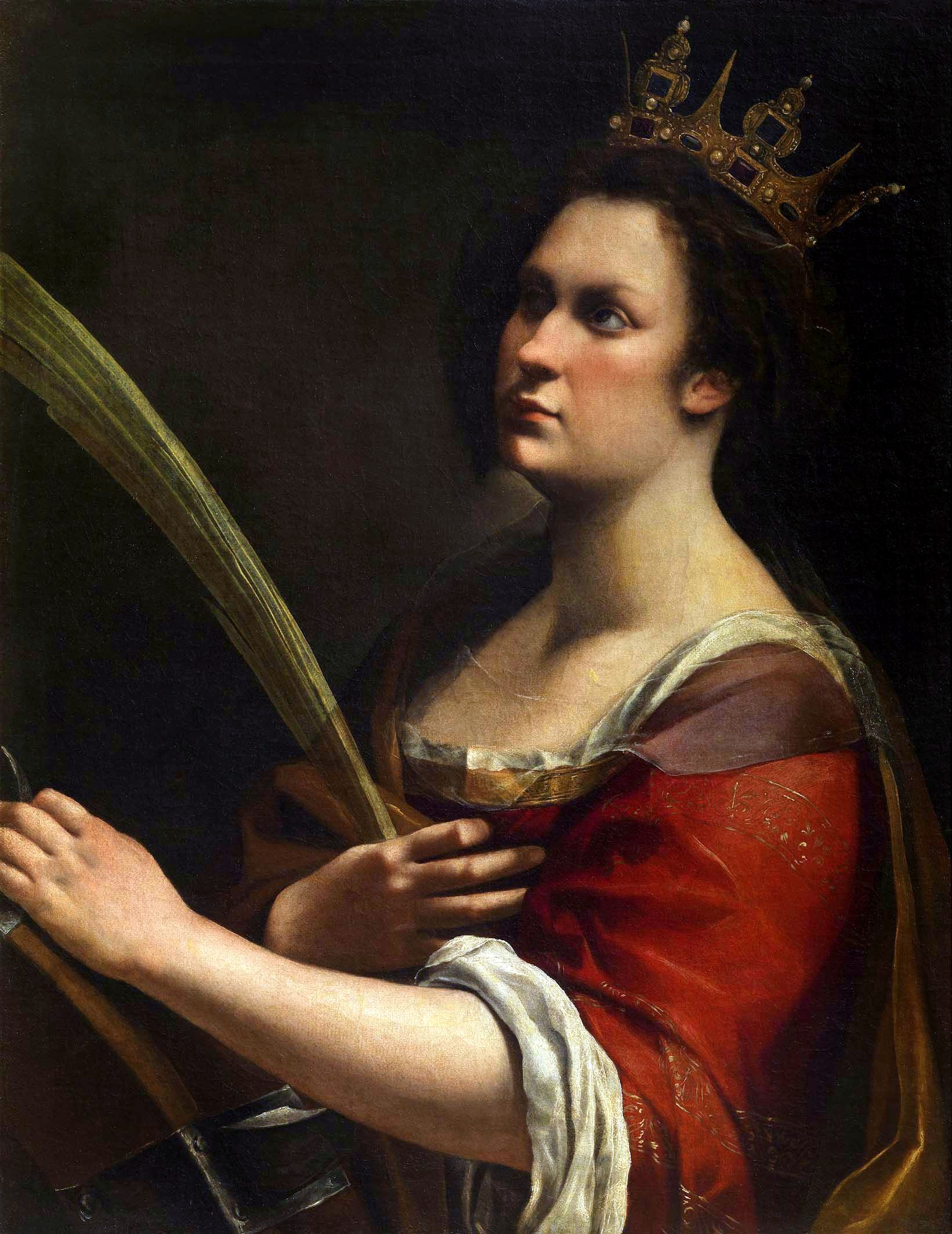
Santa Caterina d'Alessandria (Uffizi)